# Спорт в Кении
Спорт в Кении представлен различными видами спорта. Большую популярность имеет крикет, раллийные гонки, футбол, регби, волейбол. Наиболее известны представители лёгкой атлетики. Кенийские бегуны доминируют на средних и длинных дистанциях.

## Лёгкая атлетика
Кенийские атлеты регулярно выступают на различных международных соревнованиях и олимпийских играх. Одним из перспективных марафонцев является Эдвин Кимайо.

## Футбол
Футбольная Федерация Кении была основана в 1960 году.
В сборной Кении выразили желание сыграть товарищеский матч с Россией в 2025 году

## Крикет
Второй по популярности вид спорта после лёгкой атлетики. 

## Волейбол
В Кении есть женская сборная  по волейболу. Была создана в 1987 году. 10 раз занимали место на чемпионате Африки. 

## Зимние виды спорта
Единственный представитель зимних видов спорта Филип Бойт — лыжник, участник 3-х зимних Олимпийских игр. 